# Tidiane Sane
Tidiane Sane (ur. 10 lipca 1985) – senegalski piłkarz występujący na pozycji pomocnika.

## Kariera
Sane karierę rozpoczynał w klubie Jeanne d’Arc. W 2006 roku został zawodnikiem duńskiego Randers FC, grającego w pierwszej lidze duńskiej. Zadebiutował w niej 19 listopada 2006 w wygranym 2:0 pojedynku z Brøndby IF, w którym strzelił też gola. W sezonie 2010/2011 wraz z zespołem spadł do drugiej ligi, jednak w kolejnym awansował z nim z powrotem do pierwszej.
W styczniu 2013 Sane przeszedł do tureckiego Elazığsporu, którego barwy reprezentował do połowy roku 2014. Następnie pozostawał bez klubu, a w sezonie 2015/2016 występował w duńskim Hobro.
W pierwszej lidze duńskiej rozegrał 133 spotkania i zdobył 17 bramek.
| Sezon   | Klub       | Kraj   | Rozgrywki   | Mecze | Bramki |
| ------- | ---------- | ------ | ----------- | ----- | ------ |
| 2006/07 | Randers FC | Dania  | Superligaen | 9     | 3      |
| 2007/08 | Randers FC | Dania  | Superligaen | 28    | 6      |
| 2008/09 | Randers FC | Dania  | Superligaen | 32    | 5      |
| 2009/10 | Randers FC | Dania  | Superligaen | 18    | 1      |
| 2010/11 | Randers FC | Dania  | Superligaen | 14    | 1      |
| 2012/13 | Randers FC | Dania  | Superligaen | 20    | 1      |
| 2012/13 | Elazığspor | Turcja | Süper Lig   | 17    | 4      |
| 2013/14 | Elazığspor | Turcja | Süper Lig   | 23    | 3      |
| 2015/16 | Hobro IK   | Dania  | Superligaen | 12    | 0      |